# Makruk

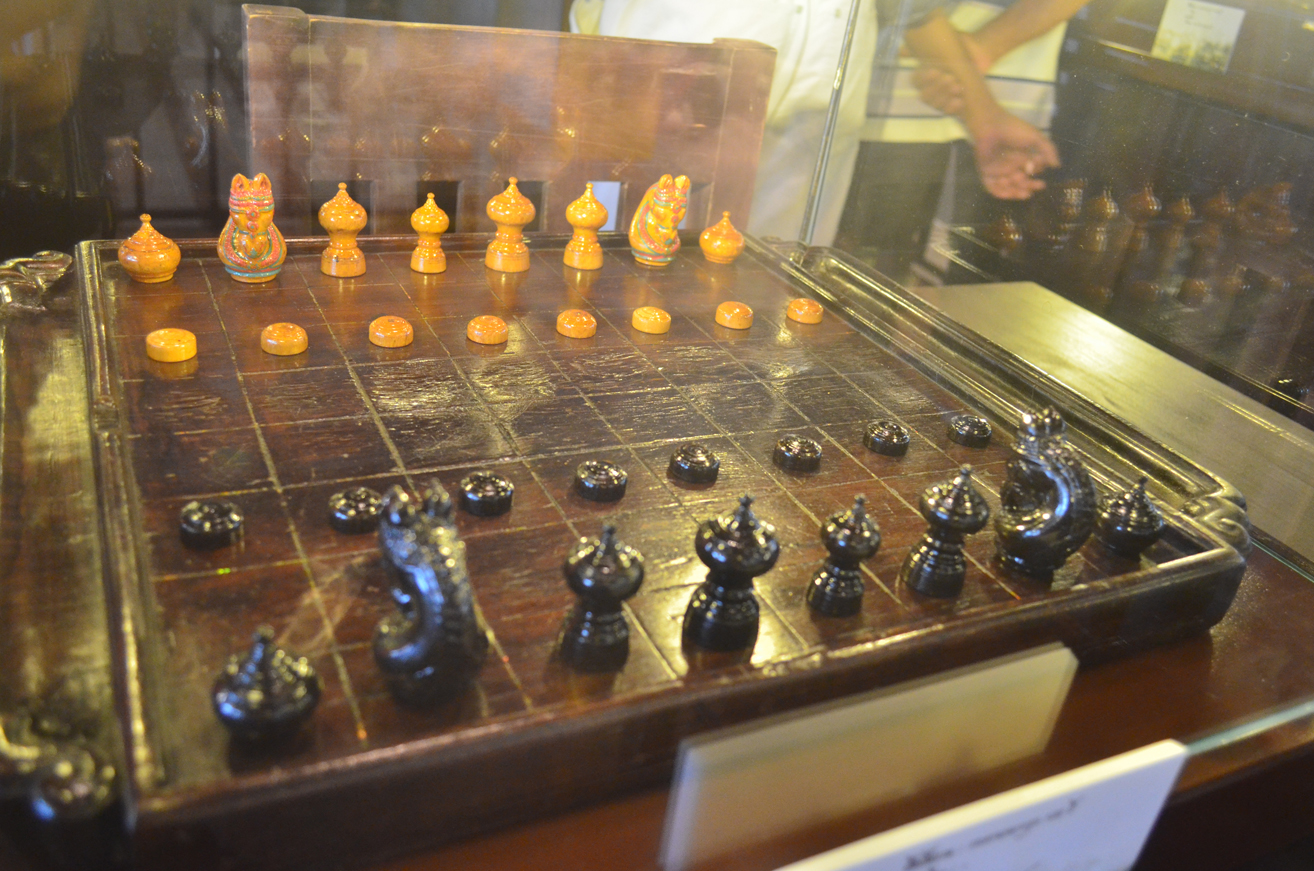
Bàn cờ Makruk lúc bắt đầu

Makruk hay Ouk Chatrang (tiếng Thái: หมากรุก, tiếng Khmer: អុកចត្រង្) còn được gọi là cờ Thái hay cờ Ốc, là một loại cờ phổ biến ở Thái Lan, Malaysia, Campuchia có nguồn gốc từ trò chơi Saturanga của Ấn Độ từ thế kỷ VI. Các quy tắc của cờ này giống với cờ vua phương Tây hơn là các biến thể châu Á khác như cờ tướng, janggi hoặc shogi, nhưng cũng có một số điểm tương đồng với hai trò chơi này. Campuchia đã đưa cờ ốc vào thành môn thi tại Sea games 32.

## Luật chơi

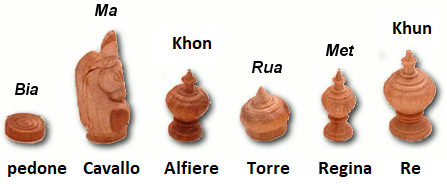
Các quân cờ

- Tốt hoặc Binh (tiếng Thái: เบี้ย), di chuyển và bắt quân giống như quân Tốt trong Cờ vua, nhưng không thể tiến hai ô ở nước đầu tiên. Tốt khi đi đến hàng sáu tức hàng Tốt của đối phương sẽ phong cấp chứ không cần phải đi đến hàng cuối như trong cờ Vua nhưng Tốt chỉ có lựa chọn phong thành Sĩ.

|  |   |   |   |  |
|  | ○ | ● | ○ |  |
|  |   | บ |   |  |
|  |   |   |   |  |
|  |   |   |   |  |

- Sĩ (tiếng Thái: เม็ด), di chuyển một ô theo mọi hướng chéo như quân Sĩ trong Cờ tướng. Ngoài ra, trong biến thể của Campuchia thì ở nước đầu tiên Sĩ có thể tiến thẳng 2 ô.

|  |   |   |   |  |
|  | ● |   | ● |  |
|  |   | ม็ |   |  |
|  | ● |   | ● |  |
|  |   |   |   |  |

- Tượng (tiếng Thái: โคน) di chuyển một ô theo mọi hướng chéo như quân Sĩ nhưng còn có thể tiến thẳng một ô như quân Bạc trong Shogi.

|  |   |   |   |  |
|  | ● | ● | ● |  |
|  |   | ค |   |  |
|  | ● |   | ● |  |
|  |   |   |   |  |

- Mã (tiếng Thái: ม้า), di chuyển theo hình chữ L nhảy qua bất kỳ quân nào trên đường đi của nó như quân Mã trong Cờ vua.

|   | ● |   | ● |   |
| ● |   |   |   | ● |
|   |   | ม |   |   |
| ● |   |   |   | ● |
|   | ● |   | ● |   |

- Xe (tiếng Thái: เรือ), di chuyển bất kỳ số ô nào tùy ý theo chiều ngang hoặc chiều dọc như quân Xe trong Cờ vua:

|   |   | │ |   |   |
|   |   | │ |   |   |
| ─ | ─ | ร | ─ | ─ |
|   |   | │ |   |   |
|   |   | │ |   |   |

- Vua (tiếng Thái: ขุน) di chuyển một ô theo mọi hướng như quân Vua trong cờ vua. Ngoài ra, trong biến thể của Campuchia thì ở nước đầu tiên Vua còn có thể di chuyển như quân Mã. Trò chơi kết thúc khi Vua bị chiếu hết. Trường hợp Vua của một người không bị chiếu hết nhưng người chơi đó bị hết nước đi thì ván cờ sẽ được xử hòa.

|  |   |   |   |  |
|  | ● | ● | ● |  |
|  | ● | ข | ● |  |
|  | ● | ● | ● |  |
|  |   |   |   |  |